# باريس سان جيرمان موسم 1971–72
كان موسم 1971–72 هو الموسم الثاني لباريس سان جيرمان.  لعب باريس سان جيرمان مبارياته المحلية في الغالب على ملعب باور في سانت أوين سور سين، ولكن في بعض الأحيان أيضًا على ملعب إيف دي مانوار في كولومب، مسجلاً متوسط حضور بلغ 10،030 متفرجًا لكل مباراة.  ترأس جاي كريسنت النادي حتى ديسمبر 1971، عندما حل محله هنري باتريل. كان بيير فيليبون هو المدرب الذي تولى تدريب الفريق هذه المرة بصفة مدير فني حصري.  كان جان دجوركاييف قائد الفريق. 